# セルジーニョ・シュラッパ
セルジーニョ・シュラッパ（ポルトガル語: Serginho Chulapa）こと、セルジオ・ベルナルジーノ（ポルトガル語: Sérgio Bernardino、1953年12月23日 - ）は、ブラジルの元サッカー選手、サッカー指導者。元ブラジル代表。

## 経歴
サンパウロに生まれ、サンパウロFCの下部組織で育った。1974年にマリーリアACでプロデビュー。サンパウロFCに長く所属した後、サントスFCを中心にコリンチャンスやポルトガルのCSマリティモ、トルコのマラティヤスポル、ポルトゥゲーザ・サンチスタ、ADサンカエターノ、アトレチコ・ソロカーバに所属した。カンピオナート・パウリスタを3度、カンピオナート・ブラジレイロ・セリエAを1回、サンパウロFCで制した他、カンピオナート・パウリスタをサントスFCでも一回制し、得点王にも輝いた。全国選手権での通算得点ランキングでも3位に入る。
ブラジル代表としては1979年5月から1982年7月にかけて出場経験があり、1982 FIFAワールドカップにも出場したが、黄金のカルテットに比べて明らかに力不足だった彼は無数のチャンスを無駄にし、最終的に2ゴールを挙げたものの期待を大きく下回り、チームのベスト8で敗退、戦犯として批判に晒された。
サッカー選手引退後は監督業とジャーナリスト業を営んでいる。監督としてはサントスやGEサンカルレンセ、ポルトゥゲーザ・サンチスタでの指導経験がある。